# Heinrich von der Goltz (général, 1775)
Ne doit pas être confondu avec Heinrich von der Goltz (général, 1648).
Pour les articles homonymes, voir Goltz.
Karl Friedrich Heinrich comte von der Goltz (né le 8 juin 1775 à Berlin et mort le 13 octobre 1822 à Paris) est un lieutenant général et envoyé prussien.

## Biographie

### Origine
Karl est issu de la famille noble von der Goltz. Il est le fils de Leopold Heinrich von der Goltz (de) (1746-1816) et de sa femme Eleonore Juliane, née von Maltzahn (morte en 1798). Son père est lieutenant général prussien et a été élevé au rang de comte prussien le 19 septembre 1786.

### Carrière militaire
Goltz est engagé en avril 1787 comme Estandartenjunker dans le 8e régiment de hussards de son oncle Johann Wilhelm von der Goltz (de). Lors de la campagne du Rhin lors de la guerre de la première coalition, il prend part à la bataille de Kaiserslautern et aux batailles de Schwalm, Hasnon, Edesheim et Morsheim. Goltz devient le 7 septembre 1793 sous-lieutenant et le 19 janvier 1794, il reçoit l'Ordre Pour le Mérite pour ses services. En mai 1803, Goltz devient capitaine d'état-major et adjudant du Generalleutnant Blücher. À ce titre, il participe à la campagne de 1806 à la bataille d'Iéna et est fait prisonnier par les Français près de Lübeck. Goltz est échangé à la fin de l'année. Après la paix de Tilsit, il sert brièvement comme adjudant du maréchal Kalckreuth avant que Goltz ne retourne auprès de Blücher le 21 août 1807. L'année suivante, Goltz devient aide de camp du prince Guillaume, qu'il accompagne à Paris pour négocier les contributions prussiennes. Il est ensuite employé au service diplomatique en novembre 1809 et nommé envoyé prussien à la cour de Bavière à Munich. Cependant, Goltz reste un officier actif.
Au début de la campagne d'Allemagne, Goltz retourne à Blücher sur le terrain à la demande de Blücher et prend la direction de la chancellerie au siège de Blücher en tant qu'adjudant. Au cours de la campagne 1813/14, Goltz prend une part active aux batailles de Lützen, Katzbach, Leipzig, La Rothière et Laon. Il atteint le grade de général de division et reçoit les deux classes de la croix de fer pour ses réalisations le 13 avril 1814 et les feuilles de chêne pour le Pour le Mérite. Après la chute de Paris, Goltz est nommé commandant de la ville. Il y reste après le retrait des troupes prussiennes et est nommé envoyé extraordinaire et ministre plénipotentiaire à la cour de France. À ce titre, il a été chargé de soigner les malades de l'armée prussienne restés sur place et d'assurer le rapatriement des prisonniers de guerre. Après la Seconde Paix de Paris, Goltz devient un véritable ambassadeur en France. Le roi de France Louis XVIII rend hommage à sa performance en lui décernant l'ordre du Mérite militaire en juillet 1817. À l'occasion de sa visite à Paris, Frédéric-Guillaume III lui remet le 19 août 1817 l'ordre de l'Aigle rouge de 1re classe. Il promeut également Goltz le 30 mars 1818 au grade de lieutenant général.

### Famille
En 1807, il se marie avec Julie baronne von Seckendorff (1786–1857) de la branche d'Abedar. Elle est à l'origine la dame d'honneur de la princesse Marianne. Le mariage donne naissance aux enfants suivants:
- Leopoldine (1810–1845) mariée avec Ferdinand von Kleist (1797–1867), lieutenant général prussien
- Karl Friedrich (1815–1901) marié avec Mathilde comtesse de Lynar (1835–1876)
- Robert (1817-1869), envoyé prussien à Paris

La veuve se marie avec le Generalleutnant Karl Heinrich Stephan von Block (de) en 1828.